# Glycerolfosfolipid

Glycerofosfolipidy mají tyto složky: dvě mastné kyseliny R^{1} a R^{2} (oranžová), glycerol (bílá) a fosfátový ester s navázaným alkoholem X (zelená).

Glycerolfosfolipid (také fosfoglycerolipid) je fosfolipid, jehož základ tvoří alkohol glycerol, na který se vážou dvě mastné kyseliny a fosfát. Stejně jako všechny ostatní fosfolipidy se skládají z hydrofilní hlavy a dvou hydrofobních ocasů. Hydrofilní hlavu tvoří fosfát a hydrofobní ocas mastné kyseliny. Na fosfát mohou být navázány různé alkoholy
Příkladem glycerolfosfolipidů jsou lecitin (fosfatidylcholin), cefalin (fosfatidylserin) nebo fosfatidylinositol.
Glycerolfosfolipidy se vyskytují v buněčných membránách a mají především ochrannou funkci, neboť tvoří obaly orgánů. Některé také plní funkci energetické zásobárny organismu.

Dvojvrstevná membrána, uvnitř ocasy a na povrchu hlavy glycerolfosfolipidu.

## Struktura
Glycerolfosfolipid se skládá z trojsytného alkoholu glycerolu, ke kterému jsou esterovou vazbou připojeny dvě mastné kyseliny a zbytek kyseliny fosforečné s navázaným alkoholem:
- Dva řetězce mastných kyselin jsou nepolární hydrofobní částí, která tvoří ocas molekuly.
- Fosfátová skupina připojená ke třetímu uhlíku molekuly glycerolu tvoří polární hydrofilní hlavu molekuly.

Tato dvojí povaha molekuly způsobuje charakteristické vlastnosti glycerolfosfolipidů. Umožňuje jim vytvářet dvojvrstvy v membránách s polárními hydrofilními hlavami ven do vodního prostředí a nepolárními hydrofobními ocasy směřujícími dovnitř membrány.

## Příklady

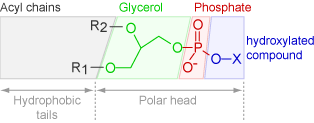
Zleva nepolární hydrofobní ocas tvořený mastnými kyselinami (R_{1} a R_{2}), uprostřed páteř tvořená glycerolem, vpravo polární hydrofilní hlava tvořená fosfátem s alkoholem X.

Funkce a vlastnosti glycerolfosfolipidu jsou rozhodujícím způsobem určeny dvěma zbytky mastných kyselin (R1 a R2) a alkoholem (X), kterým může být například cholin, serin nebo inositol:
- Pokud se jedná o esterifikaci choliny, vznikají lecitiny (také fosfatidylcholiny).
- Pokud se jedná o esterifikaci serinem, vznikají cefaliny (také fosfatidylseriny).
- Pokud se jedná o esterifikaci inositolem, vznikají fosfatidylinositoly.
- Pokud je první mastná kyselina nahrazena acylem, alkylem nebo alkenylem s dlouhým řetězcem (16-20 atomů uhlíku), výsledné glycerolfosfolipidy se nazývají plazmalogeny.

### Lecitin

Lecitin - fosfatidylcholin

U lecitinu (fosfatidylcholin) je hydrofobní ocas tvořen fosfátem s napojeným cholinem.
Lecitin se nachází především v kakau, nervech a mozku. Je důležitou sloučeninou, neboť má emulgační vlastnosti a reguluje obsah cholesterolu v krvi.

### Cefalin

Cefalin - fosfatidylethanolamin

U cefalinu (fosfatidylserin) je hydrofobní ocas tvořen fosfátem s napojeným serinem. Výměnou serinu za ethanolamin potom vzniká fosfatidylethanolamin.
Cefalin má emulgační vlastnosti a je součástí většiny buněčných membrán.